# كريس كورنيل

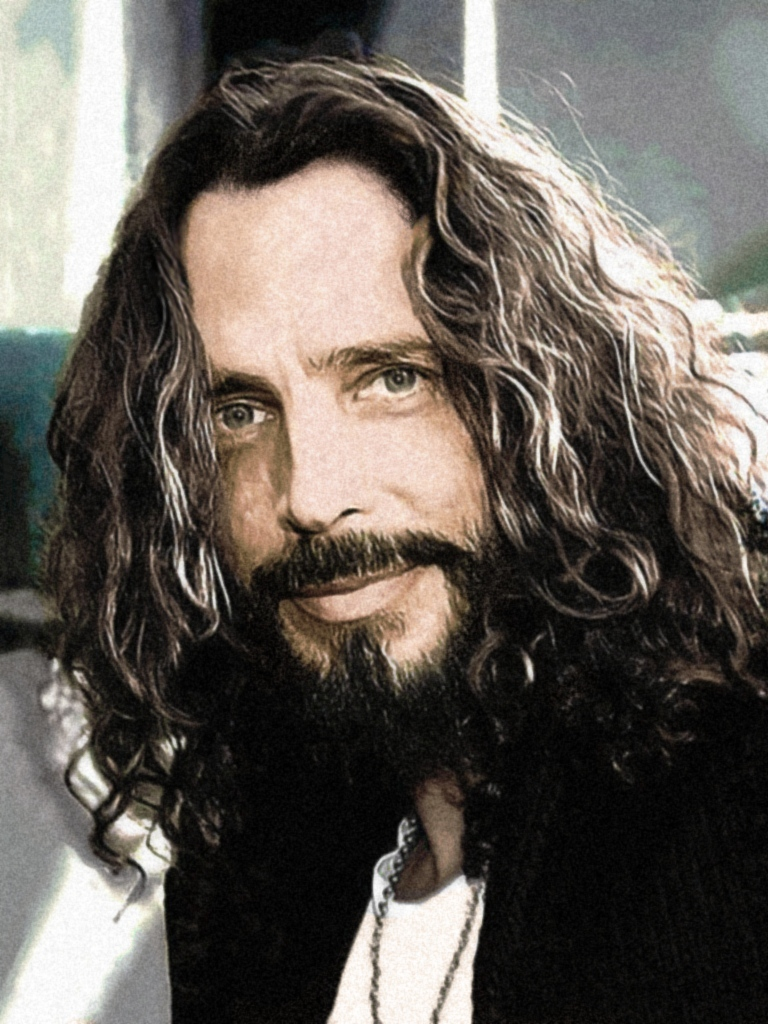

كريس كورنيل (بالإنجليزية: Chris Cornell) (ولد باسم كريستوفر جون بويل في 20 يوليو، 1964 - الوفاة 17 مايو 2017) هو موسيقي معروف للروك الاميركي وهو يؤدي ويكتب الاغاني لفرق الروك مثل ساوند جاردن (1984-1997) واوديوسلاف (2001-2007) ، والمقدم للعديد من الأعمال المنفردة والمساهمات من الأغنيات (منذ 1998). يعرف عنه النطاق الصوتي الواسع الذي يصل إلى أربعة اوكتاف ،  والتقنيات القوية في استخدام الأحبال الصوتية . وكان مؤسس وواجهه فريق معبد الكلب ، وهي فرقة مخصصة لتحية زميله السابق، اندرو وود. ولقد أصدر ثلاثة ألبومات استوديو منفردا وهي نشوة صباح (1999)، كاري أون (2007)، والصراخ (2009). احتل كورنيل المرتبة الرابعة في قائمة «أهم 100 مغنّي ميتال على مر العصور» من قبل هيت بارادر.

## روابط خارجية
- كريس كورنيل على موقع IMDb (الإنجليزية)
- كريس كورنيل على موقع ميوزك برينز (الإنجليزية)
- كريس كورنيل على موقع رولينغ ستون (الإنجليزية)
- كريس كورنيل على موقع إن إن دي بي (الإنجليزية)
- كريس كورنيل على موقع أول ميوزيك (الإنجليزية)
- كريس كورنيل على موقع ديسكوغز (الإنجليزية)
- كريس كورنيل على موقع قاعدة بيانات الفيلم (الإنجليزية)